# Hugh Gillin
 (janvier 2019).
Si vous disposez d'ouvrages ou d'articles de référence ou si vous connaissez des sites web de qualité traitant du thème abordé ici, merci de compléter l'article en donnant les références utiles à sa vérifiabilité et en les liant à la section « Notes et références ».
Hugh Gillin (né le 14 juillet 1925 à Galesburg, en Illinois - mort le 4 mai 2004 à San Diego, en Californie) était un acteur américain de cinéma et de télévision. Il était surtout connu pour avoir joué le shérif John Hunt dans Psychose 2 et Psychose 3.

## Biographie
Hugh Gillin est né à Galesburg, dans l'Illinois. Il a grandi à Pittsburgh, dans le Kansas et a fréquenté le lycée Pittsburgh et l'université du Kansas. Il était membre de l'équipe de basket-ball des Jayhawks du Kansas en 1947.
Hugh Gillin a participé à 75 films et émissions de télévision.
Il était membre de l'Academy of Motion Picture Arts and Sciences.
Il a reçu la médaille Purple Heart lors de la Seconde Guerre mondiale.
Il est apparu pour la dernière fois à la télévision en 1998, où il a figuré dans Pensacola: Wings of Gold dans l'épisode Not in My Backyard.
Hugh Gillin est décédé le 4 mai 2004 à San Diego en Californie.

## Filmographie
- 1972 : Carnage : Desk Clerk
- 1973 : La Barbe à papa : 2e adjoint
- 1975 : I Wonder Who's Killing Her Now?
- 1977 : Billy Jack Goes to Washington : Arthur Krim
- 1977 : Herowork : Shérif Naylor
- 1978 : The Bad News Bears Go to Japan : Pennywall
- 1979 : Les Joyeux Débuts de Butch Cassidy et le Kid : Cyrus Antoon
- 1979 : The Rose : Garde
- 1980 : The Jazz Singer : Barman du Texas
- 1981 : Circle of Power : Ben Davis
- 1981 : First Monday in October : Sénateur du Sud
- 1982 : Deadly Alliance : Mr. Danngers
- 1982 : Fast-Walking : Heavy #2
- 1982 : Y a-t-il enfin un pilote dans l'avion ? : Texan
- 1983 : Psychose 2 : Shérif John Hunt
- 1984 : Au cœur de l'enfer : Dr. Weymuth
- 1986 : The Best of Times : Caribou #2
- 1986 : Psychose 3 : Shérif John Hunt
- 1987 : Mort ou vif : Patrick Donoby
- 1988 : Traxx : Commissaire R.B. Davis
- 1988 : Doin' Time on Planet Earth : Fred Richmond
- 1988 : Elvira, maîtresse des ténèbres : Shérif
- 1990 : Retour vers le futur 3 : Maire Hubert